# Ligentella beieri
Ligentella beieri är en bönsyrseart som beskrevs av Johann Heinrich Kaltenbach 1996. Ligentella beieri ingår i släktet Ligentella och familjen Mantidae. Inga underarter finns listade i Catalogue of Life.